# Ugo Manunta
Ugo Manunta (Cagliari, 13 luglio 1902 – Roma, 3 luglio 1988) è stato un giornalista e politico italiano.

## Biografia
Nato a Cagliari da Ernesto e da Virginia Rais, si trasferì in giovane età a Torino. Dopo una breve militanza nelle file del gruppo giovanile dell'Associazione Nazionalista Italiana, si iscrisse nel 1922 alla sezione torinese del Partito Nazionale Fascista (PNF), partecipando inoltre alla Marcia su Roma. Collaboratore del quotidiano del PNF, Il Popolo d'Italia, proseguì la sua carriera giornalistica, che l'avrebbe visto «ai vertici della stampa di regime», prima come direttore de La Stampa Sportiva (1924-1925) e, dopo altri incarichi, come collaboratore stabile de La Stampa (1926-1927) e della Gazzetta del popolo (1928-1930). Sempre a Torino, fu poi cofondatore del mensile sportivo Olimpionica, grazie al patrocinio del CONI.
Manunta si trasferì poi a Roma nel 1930, dove iniziò il suo impegno all'interno della stampa del Sindacato fascista dei giornalisti, in particolar modo come redattore e poi direttore del servizio sindacale del quotidiano Il Lavoro fascista, oltre a collaboratore d'importanti riviste del regime come Critica fascista, diretta da Giuseppe Bottai, e L'Ordine corporativo. Fu inoltre vicedirettore del più importante quotidiano di Genova dell'epoca, Il Lavoro.
Partecipò attivamente al dibattito sviluppatosi, negli anni 1930, sull'ordinamento corporativo, all'interno del quale egli teorizzava un ruolo importante per il sindacato, il quale avrebbe dovuto contribuire, da una parte, a realizzare la «sproletarizzazione delle masse» e, dall'altra, a rendere i lavoratori compartecipi delle responsabilità e della direzione della vita produttiva del Paese.
Prese parte come volontario alla Guerra d'Etiopia e, durante la seconda guerra mondiale, fu inviato in Libia in veste di corrispondente di guerra, per poi assumere la direzione del Corriere di Tripoli, spendendosi nel sostegno del progetto della "Grande Italia" di stampo fascista. Dopo l'armistizio dell'8 settembre 1943, aderì alla Repubblica Sociale Italiana (RSI) sin dalla sua fondazione, con il dichiarato intento di partecipare alla «costruzione del nuovo Stato sociale repubblicano, in cui il lavoro non dovrà essere più succube del capitale, ma forza direttrice e dominante di una società rinnovata dalle fondamenta».
Rivestì in quel periodo la carica di vicedirettore del Corriere della Sera, dal 6 ottobre 1943 sotto la guida di Ermanno Amicucci; successivamente fu direttore de Il Secolo-La Sera, in cui si impegnò a sostenere le istanze di rinnovamento sociale della RSI. Proseguì dunque attivamente tale impegno nella veste di sottosegretario al lavoro, il cui ministro era al tempo Giuseppe Spinelli. A causa del suo radicalismo "di sinistra", si rese inviso all'ala conservatrice del Partito Fascista Repubblicano (PFR), in particolare a Roberto Farinacci; a seguito delle polemiche scatenatesi, si trovò costretto a rassegnare le dimissioni dalla direzione del quotidiano (25 ottobre 1944), quindi il regime gli assegnò la carica di commissario alla casa editrice Garzanti. Collaborò inoltre al settimanale L'Ora, in cui curava la rubrica Sestante sociale, e a L'Orizzonte, l'organo ufficiale della Decima Mas.
Alla fine della guerra, Manunta continuò la sua attività di giornalista alla Stampa e al Corriere della Sera. In ambito politico aderì al Movimento Sociale Italiano (MSI), collocandosi in una delle quattro correnti — secondo la suddivisione fatta da Giuseppe Parlato — in cui si divise la "sinistra fascista": Manunta fece parte della cosiddetta "sinistra fascista storica" — tra cui spiccavano i nomi di Edmondo Cione, Alberto Giovannini, Bruno Spampanato e Giorgio Pini —, la quale tentò di impedire l'involuzione del MSI su posizioni conservatrici e reazionarie; in tal senso, il suo impegno intellettuale e culturale si concretizzò nella direzione della neonata rivista Il Pensiero Italiano, che ebbe però vita breve.
Successivamente rivestì, tra le altre, la carica di segretario del collegio dei probiviri dell'Associazione della stampa romana, quella di componente del consiglio di amministrazione dell'Istituto nazionale di previdenza dei giornalisti italiani e del consiglio di amministrazione della Cassa autonoma di assistenza integrativa dei giornalisti italiani.
Morì a Roma, ormai ultraottantenne, nel 1988.

## Opere
- Ricerca del sindacato, Ed. "L'Ordine corporativo", Roma 1935 (1ª ed.: 1925).
- La cooperazione di lavoro in Italia, SAIG, Roma 1939.
- I tre pilastri del rinnovamento sociale: azienda, sindacato, socializzazione, De Silvestri, Milano 1944.
- La caduta degli angeli. Storia intima della Repubblica sociale italiana, Azienda editoriale italiana, Roma 1947.
- Premesse e finalità della socializzazione (s.l. né d.).